# Mercedes-Benz W123
Mercedes-Benz W123 är en personbil tillverkad av den tyska biltillverkaren Mercedes-Benz mellan januari 1976 och  januari 1986.
123:an ersatte W114/115 som Mercedes-Benz volymmodell. Med en och samma grundmodell lyckades man täcka in flera marknadssegment, från enkla taxibilar till lyxiga kupéer. Under långa perioder var 123:an Västtysklands bäst säljande bil, i konkurrens med Volkswagen Golf och BMW 3-serie.
Produktionen uppgick till 2 696 915 exemplar.

## Karosstyper

### Sedan (W123)
W123-modellen presenterades i januari 1976 med fyradörrars sedankaross. Bilarna fanns vid introduktionen tillgängliga med de fyrcylindriga modellerna 200 och 230 samt sexcylindriga 250, 280 och 280 E ("Einspritzung"). Därutöver fanns de fyrcylindriga dieslarna 200 D, 220 D och 240 D samt den femcylindriga 300 D. 280-modellerna skiljde sig från sina enklare syskon genom rektangulära strålkastarinsatser och fler kromdetaljer.

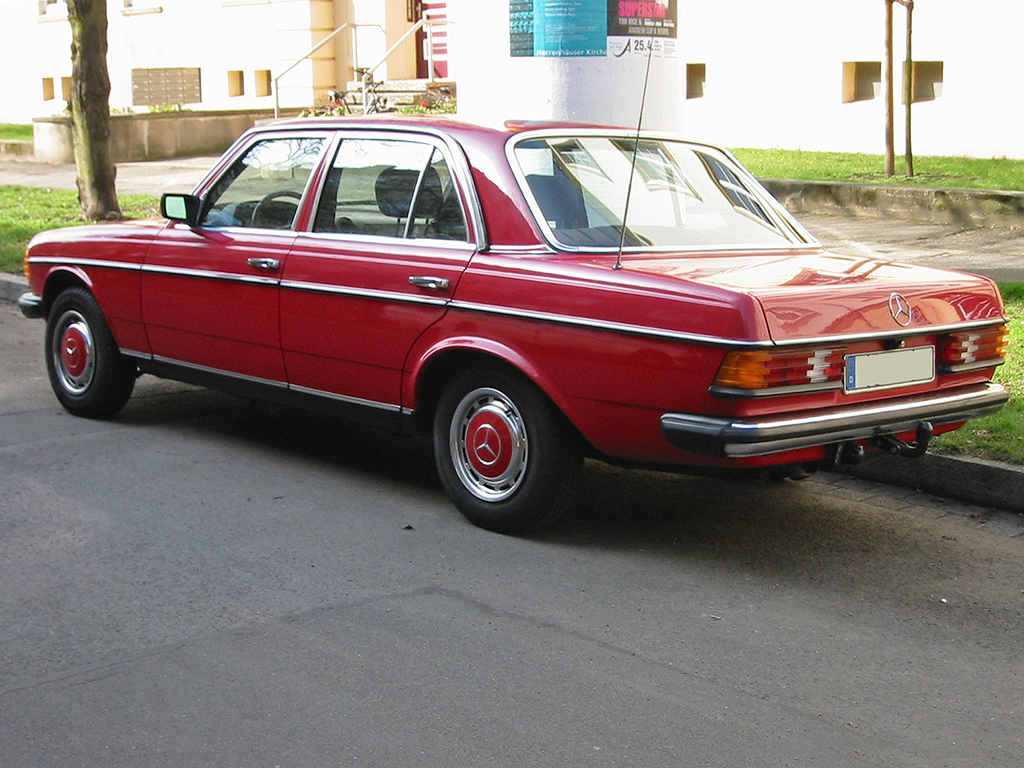
W123 sedan

### Coupé (C123)
I mars 1977 presenterades  coupé-versionerna 230 C, 280 C och 280 CE och senare samma år dieselversionen 300 CD för den amerikanska marknaden. Bilarna byggde på ett chassi med kortad hjulbas. Till skillnad från sedanmodellen hade även den fyrcylindriga 230 C samma rektangulära strålkastare och kromdetaljer som återfanns på 280 och 280E. Coupén byggdes i sammanlagt 99 884 exemplar. 

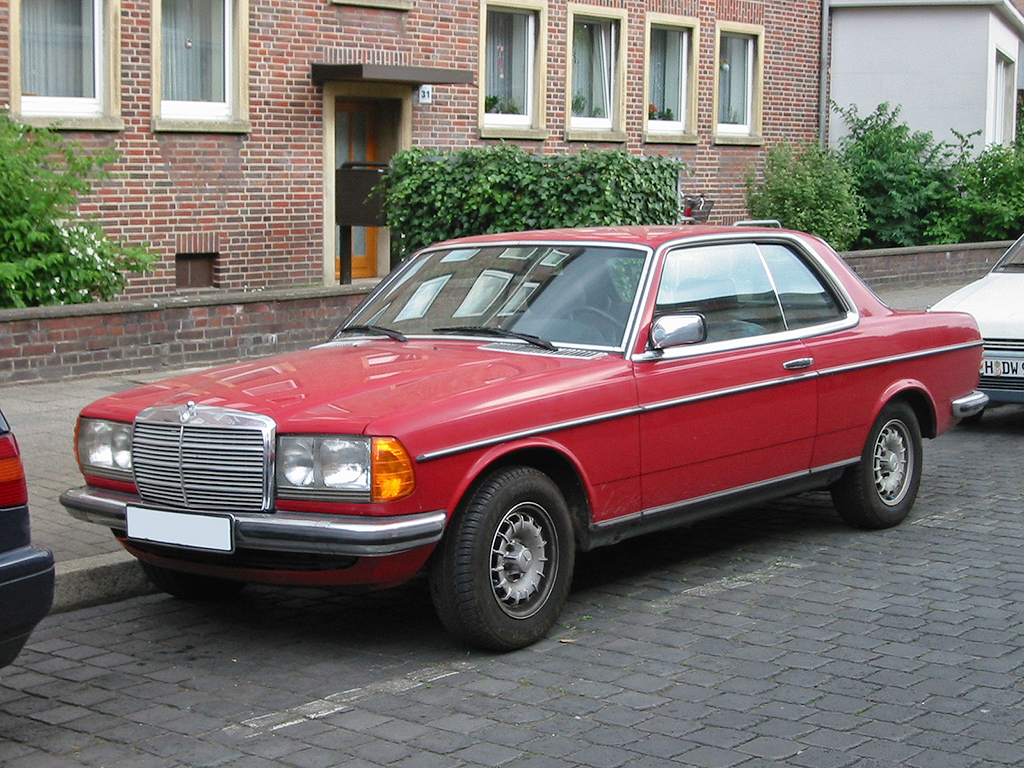
C123 coupé

### Limousine (V123)
I augusti 1977 introducerades den långa limousinen. Den såldes med dieselmotor som 240 D och 300 D, samt med sexcylindrig bensinmotor som 250. Jämfört med sedanversionen hade bilarna förstärkt fjädring och hjul i större dimension. Fristående karossbyggare använde även det förlängda chassiet för bland annat ambulanser och likbilar. Total byggdes 13 700 exemplar av varianten med lång hjulbas. 

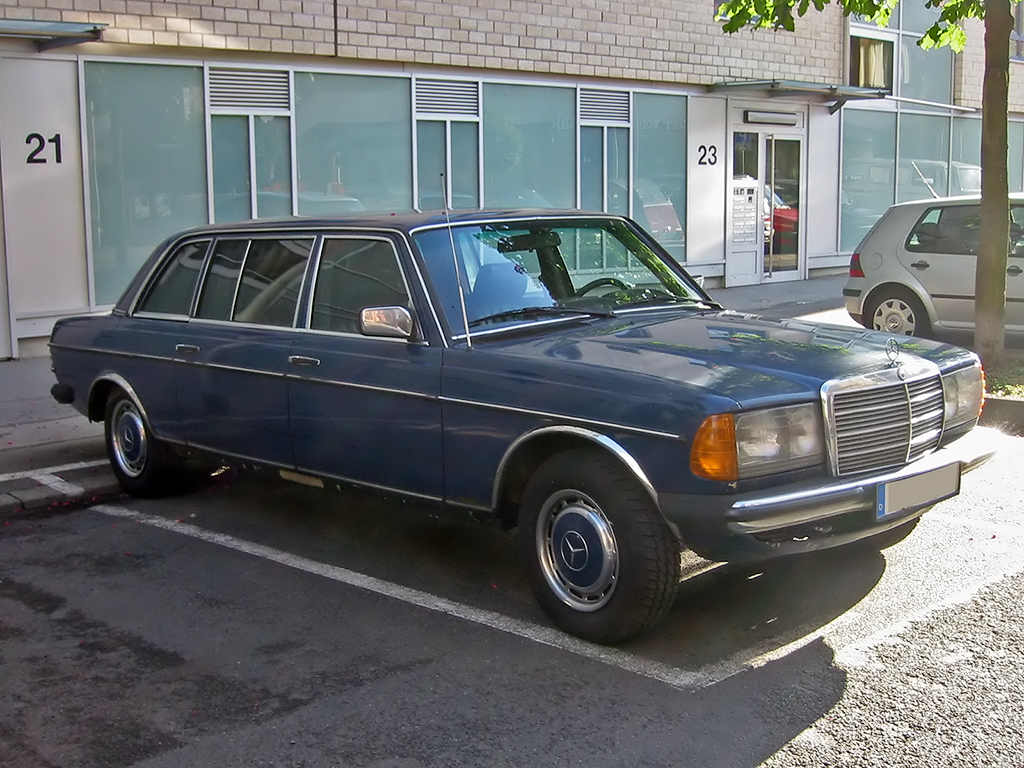
V123 limousine

### Kombi (S123)
I april  1978 presenterade Mercedes sin första egenkonstruerade kombi. Bilen såldes vid introduktionen med bensinmotor i 230 T, 250 T samt 280 TE och med dieselmotor i 240 TD och 300 TD. Bilarna kunde utrustas med ett bakåtvänt extrasäte i bagageutrymmet, vilket gjorde den sjusitsig. Kombin delade chassi med sedanen, men med nödvändiga förstärkningar för att möjliggöra en högre lastkapacitet. Automatisk hydro-pneumatisk nivåreglering var standard och det gick även att beställa förstärkt fjädring tillsammans med större 15 tums-hjul. Kombin byggdes i totalt 199 517 exemplar.

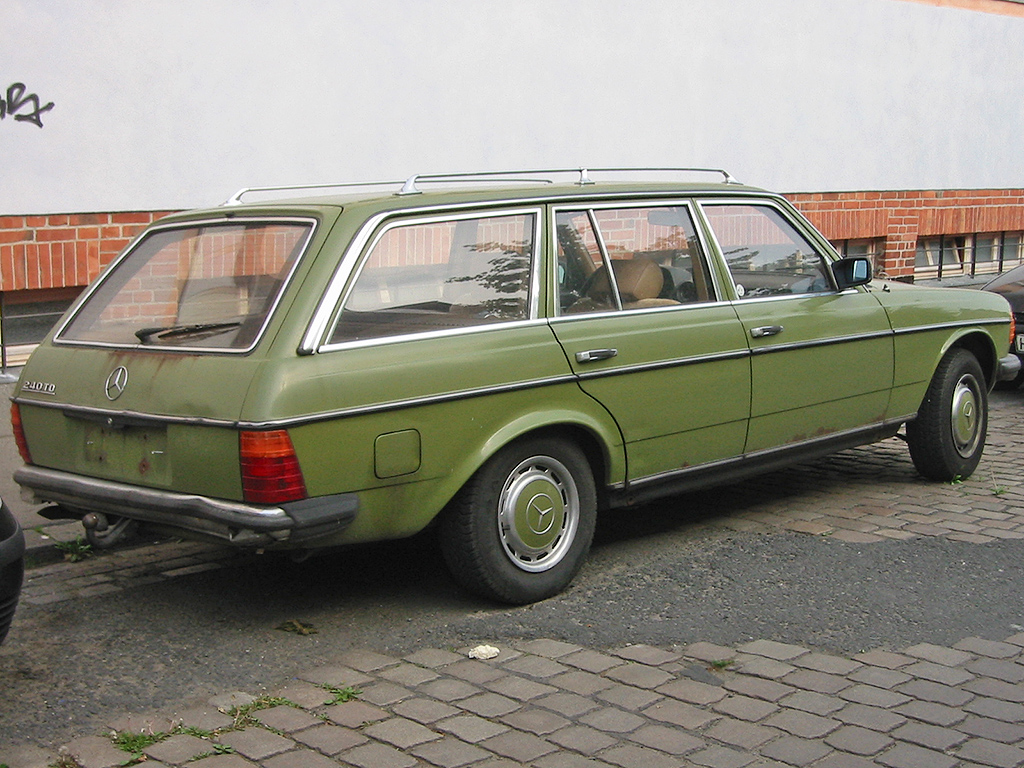
S123 kombi

## Motorer
W123 fortsatte strategin från företrädaren W114/115, med ett stort urval av motorer att välja på. Vid introduktionen hämtades samtliga dieselmotorerna 200 D, 220 D, 240 D   och 300 D, samt de fyrcylindriga bensinmotorerna i modellerna 200 och 230, direkt från företrädaren. Även sexorna 280 och 280 E härstammade från W114-karossen där den sistnämnda dock uppgraderades den nyare insprutningen K-Jetronic från Bosch. Den minsta sexcylilndriga 250 hade däremot en helt nyutvecklad 2,5-litersmotor, M123. 
På grund av de avgaskrav som Sverige, tillsammans med Schweiz hade vid den här tiden var inte samtliga bensinmotorer tillgängliga i Sverige. Modellerna 200 och 280 såldes inte på den svenska marknaden och övriga bensinmotorer hade ett lägre effektuttag.
Hösten 1978 fick insprutningsvarianten av 280-motorerna en effektökning. Även 250-motorn en mindre uppgradering med ny kamaxel och styrenhet, dock med bibehållet effektuttag. Samtidigt uppgraderas 240 D som får ökad uteffekt. Våren 1979 justeras effekten uppåt även för 200 D och tillverkningen av 220 D upphör. 
Hösten 1979 införs Turbodieseln från  USA-modellen 300 SD nu också i W123-serien. I  Europa såldes denna motor bara i  kombi-karossen och hade modellbeteckningen 300 TD Turbo. 250-motorn uppdateras återigen, denna gång med en ökning i uteffekt.
Hösten 1980 infördes en ny generation fyrcylindriga bensinmotorer, M102. Till skillnad från tidigare såldes nu även 200-modellen på den Svenska marknaden. 2,3-litersvarianten av den nya motorn var utrustad med Bosch K-Jetronic inspruning och återfanns i de nya modellerna 230 E, 230 TE samt 230 CE vilka ersatte de tidigare förgasarbestyckade 230-modellerna. Samtidigt utgick förgasarsexan 280. 300 D fick ökad effekt.

## Modellöversikt
| Modellbeteckningar                             | Årsmodell        | Motor                                    | Cylindervolym | Effekt och Vridmoment        | Svensksåld version  | Bränslesystem            | Prestanda (sedanmodell) 0-100 km/t Toppfart |
| ---------------------------------------------- | ---------------- | ---------------------------------------- | ------------- | ---------------------------- | ------------------- | ------------------------ | ------------------------------------------- |
| 200                                            | 1976 – 79        | M115.938: 4-cyl radmotor ohc             | 1988 cm³      | 94 hk 158 Nm                 | såldes ej i Sverige | Stromberg-förgasare      | 15,2 s 160 km/t                             |
| 200, 200T                                      | 1980 – 85        | M102.920: 4-cyl radmotor ohc             | 1997 cm³      | 109 hk 170 Nm                | 98 hk 160 Nm        | Stromberg-förgasare      | 14,4 s 160 km/t                             |
| 230, 230C, 230T                                | 1976 – 79        | M115.954: 4-cyl radmotor ohc             | 2307 cm³      | 109 hk 186 Nm                | 95 hk               | Stromberg-förgasare      | 13,7 s 170 km/t                             |
| 230E, 230CE, 230TE                             | 1980 – 85        | M102.980: 4-cyl radmotor ohc             | 2299 cm³      | 136 hk 205 Nm                | 125 hk              | Bosch bränsleinsprutning | 11,5 s 185 km/t                             |
| 250, 250C, 250T                                | 1976-79/ 1980-85 | M123.920 / M123.921: 6-cyl radmotor ohc  | 2525 cm³      | 129 / 140 hk 196 Nm / 200 Nm | 113-128 hk          | Solex-förgasare          | 11,3 s 180 km/t                             |
| 280, 280C                                      | 1976 – 80        | M110.923: 6-cyl radmotor dohc            | 2746 cm³      | 156 hk 223 Nm                | såldes ej i Sverige | Solex-förgasare          | 10,6 s 190 km/t                             |
| 280E, 280CE, 280TE                             | 1976-79/ 1980-85 | M110.984 / M110.988: 6-cyl radmotor dohc | 2746 cm³      | 177 / 185 hk 234 / 240 Nm    | 156 hk              | Bosch bränsleinsprutning | 9,9 s 200 km/t                              |
| 200D                                           | 1976-79/ 1979-85 | OM615: 4-cyl radmotor ohc                | 1988 cm³      | 55 / 60 hk 113 Nm            | ←                   | Bosch dieselpump         | 33,2 s 125 km/t                             |
| 220D                                           | 1976 – 79        | OM615: 4-cyl radmotor ohc                | 2197 cm³      | 60 hk 126 Nm                 | ←                   | Bosch dieselpump         | 29,1 s 130 km/t                             |
| 240D, 240TD                                    | 1976-78/ 1979-85 | OM616: 4-cyl radmotor ohc                | 2404 cm³      | 65 / 72 hk 137 Nm            | ←                   | Bosch dieselpump         | 27,4 - 22,0 s 133 -142 km/t                 |
| 300D, 300TD, 300CD (USA)                       | 1976-80/ 1981-85 | OM617: 5-cyl radmotor ohc                | 3005 cm³      | 80 / 88 hk 172 Nm            | ←                   | Bosch dieselpump         | 19,9 - 17,8 s 148-155 km/t                  |
| 300TD Turbo 300D Turbo (USA) 300CD Turbo (USA) | 1980 – 85        | OM617: 5-cyl radmotor ohc                | 3005 cm³      | 125 hk 245 Nm                | ←                   | Bosch dieselpump, turbo  | 14,0 s 165 km/t                             |

## Uppdateringar

### Serie 1 (årsmodell 1976–1979)
W123-modellen fanns vid introduktionen i januari 1976 som fyradörrars sedankaross. I mars 1977 presenterades  coupé-versionen och senare samma år de långa limousinerna. April 1978 kom kombimodellen.  
Bilarna var standardutrustade med en fyrväxlad manuell växellåda men som extrautustning fanns en fyrväxlad automatlåda med växelväljaren antingen placerad på rattstången eller i mittkonsollen vilket nästan alla kunderna föredrog. Femväxlad manuell växellåda blev inte tillgänglig förrän senare, se vidare Serie 2. I övrigt gjordes under denna period endast några få mindre modellspecifika detaljförändringar. 

### Serie 2 (årsmodell 1980 -1982)
Inför årsmodell 1980 får inredningen en mindre ansiktslyftning med ny design på klädsel och några nya färgval. Ratten blev 10mm mindre i diameter. Ny i modellprogrammet är 300 TD Turbo och på USA-marknaden även 300 D Turbo och 300 CD Turbo. 220 D har utgått ur programmet.   
I övrigt gjordes under serie 2 löpande diverse mindre förbättringar och uppgraderingar. Under våren 1980 introducerades en ny manuell växellåda med synkroniserad backväxel. Bensinmotorerna erbjöds även en femväxlad version av den nya växellådan. Man började även använda en ny lackeringsteknik och rostskyddet förbättrades. Senare under samma år uppgraderades värme och ventilationssystemet och det blev även möjligt att beställa automatisk luftkonditionering med samma elektroniskt reglerade system som introducerats i nya W126 S-klass. ABS-bromsar började erbjudas som extrautrustning (till en kostnad av 7,300 kr vilket motsvarade mer än tio procent av en basutrustad Mercedes-Benz 200!).    
Till modellår 1981 introducerats en helt ny generation fyrcylindriga bensinmotorer baserad på motorfamiljen M102. 200-modellen får den nya tvålitersmotorn som till skillnad från föregångare även finns tillgänglig i en svensk avgascertifierad version, och nu även blir tillgänglig i kombimodellen 200 T. En 2,3-liters variant med insprutning hamnar i de nya modellerna 230 E, 230 CE och 230 TE vilka ersätter de tidigare förgasarmodellerna 230, 230 C och 230 T. Även de förgasarbestyckade 280-modellerna utgår ur sortimentet.   
Halvvägs in i modellår 1981 uppgraderades automatlådan för de sexcylindriga modellerna 280 och 280E till den nyare 4G-Tronic som tidigare introducerades i W126 S-klass. Från och med 1982 kunde den femväxlade manuella lådan även levereras ihop med dieselmotorerna förutom turbodieseln som liksom tidigare enbart gick att få tillsammans med den fyrväxlade automatlådan.

### Serie 3 (årsmodell 1983  - 1985)
Till modellår 1983 genomfördes en andra ansiktslyftning. De rektangulära strålkastarinsatser som tidigare förbehållits 280-modellerna samt 230 coupé blev nu standard över hela linjen. Andra exteriöra förändringar var friskluftsintagen framför vindrutan som blev svarta samt modifierade främre och bakre takstolpar som syftade till att minska vindbruset. Interiört uppgraderades inredningen med nya material och instrumentpanelen fick rikligare träutsmyckning. Bilar med tygklädsel hade inte längre konstläder på sidorna. Nackstöden fick en ny design som gav bättre sikt från baksätet, vilket också modifierades för att ge bättre knäutrymme. Standardutrustningen förbättrades på en rad punkter och bland annat servostyrning blev standard på alla modeller. Instrumenten kompletterades med en ekonomimätare och passagerarsidans backspegel justerades elektriskt från mittkonsolen.

## Utrustning

### Lack och inredning
Bilarna gick att beställa i ett stort urval av exteriöra kulörer. Förutom standardsortimentet kunde kunden även välja mellan ett antal metallic-lacker eller någon av de special-kulörern som gick att beställa till en extra kostnad. Inredningen gick att beställa i en rad olika utförande och kulörer. Standardklädseln var tyg men som tillval fanns läder, velour eller MB-Tex vilket är en läderliknande vinylklädsel. Beroende på färgval var instrumentbrädan antingen svart, blå eller mörkbrun.

### Fälgar och däck
Bilar med sedankaross var utrustade med däck i dimensionen 175 SR 14, förutom 280-modellerna som hade bredare däck med lägre profil i dimension 195/70 HR 14. Som standard var däcken monterade på stålfälgar med navkapslar, men det gick även att beställa aluminiumfälgar av samma typ som till bland annat föregångaren W114/115 och W116 S-klass. Samtliga coupéer och kombibilar hade som standard de bredare däcken i dimension 195/70-14 förutom de kombibilar som utrustades med extra förstärkt fjädring där även större däck i dimension 185 HR 15 ingick. Dessa hjul återfanns även på limousinerna med den längre karossen. Ett ovanligt tillbehör är 15 tums aluminiumfälgar. Precis som 14-tums varianten tillverkades de av Fuchs och hade samma design som de vanliga 14 tums aluminiumfälgarna, men de marknadsfördes dock aldrig av Mercedes utan gick bara att beställa genom återförsäljaren vilket gjorde dessa fälgar sällsynta och idag mycket eftertraktade.

### Övrig extrautrustning
Möjligheten att extrautrusta sin W123 var omfattande. Genom åren tillkom nya tillval och standardutrustningen förbättrades och servostyrning var till exempel extrautrustning på de fyrcylindriga sedan- och kombibilarna fram till modellår 1983 då det blev standard på alla bilar. Utrustningen varierade även mellan olika marknader och de bilar som såldes i USA hade typiskt sett en mycket högre utrustningsnivå där många tillval på den Europeiska marknaden ingick i standardutrustningen. Nedan följer ett urval av den extrautrustning som erbjöds för den Europeiska marknaden:
5-vxl manuell låda (från 1981, diesel 1982), automatlåda (golvspak alternativt rattspak vilket kunde beställas utan extra kostnad, men som är extremt sällsynt), ABS-bromsar (från 1980) , krockkudde (från 1982), manuell taklucka (ej coupé), elektrisk taklucka (ej kombi), automatisk nivåreglering (standard kombi), dragkrok (fast eller avtagbar), automatisk farthållare (enbart automatväxlade bilar), tvåtons-tuta,  elektriska fönsterhissar (fram eller fram + bak), elektriskt ställbar backspegel på passagerarsida, manuell luftkonditionering, automatisk luftkonditionering (från 1981), centrallås, strålkastarrengörare, varvräknare (enbart manuellt växlade bilar), mittarmstöd fram, sätesvärme framstolar, höj- och sänkbara framstolar, ortopediska framstolar (ställbart svankstöd), förstärkta framstolar (vanligt tillval för taxibilar), belysta speglar i solskydden, värmereflekterande rutor, innerbelysning bak, nackstöd i baksätet, bagagenät i framstolarnas ryggstöd, Becker radio/kassettbandspelare, högtalare bak och automatisk antenn. För kombimodellen erbjöds dessutom även bland annat delbart baksäte, insynsskydd i bagagerum, bagagenät, tredje nackstöd bak samt ett uppfällbart bakvänt extra baksäte i bagageutrymmet.